# Свенцинські пасма

Свенцинські пасма

Свенцянські пасма (біл. Свянцянскія грады) — височина на північному заході Білорусі. Займають південний захід Вітебської і північний захід Мінської областей. Площа 2,7 тисяч км². Пасма утворилися в результаті переміщення відкладів гірських порід водами льодовика.
Пасма межують із Вушацько-Лепельською височиною, Полоцькою, Верхньоберезинською і Нарочано-Вілейською низовинами, заходять на територію Литви.
Протяжність пасом з заходу на схід 120 — 130 км, з півночі на південь 35 — 45 км. Максимальна висота 228 м над рівнем моря. Пасма — вододіл між річками басейнів Західної Двіни і Німана. Рельєф великогорбистий грядово-моренно-озерний. Багато озер (Мядель, Довге, Шо та інші).
Лісистість близько 25 %. Поширені змішані дрібнолистові ліси і сосняки. У межах Свенцянських пасом частина національного парку Нарочанський, гідрологічні заказники Довгий і Біле.